# Andrew Shuman
Andrew Shuman (* 8. November 1830 in Manor Lancaster County, Pennsylvania; † 5. Mai 1890 in Evanston, Cook County Illinois) war ein US-amerikanischer Politiker. Zwischen 1877 und 1881 war er Vizegouverneur des Bundesstaates Illinois.

## Werdegang
Die Quellenlage über Andrew Shuman ist nicht sehr ergiebig. Aus der Biographie seines Bruders Benjamin geht hervor, dass die Familie aus Lancaster in Pennsylvania stammt. Andrew war das zweite von sechs Kindern von Jacob und Margret Shuman. Über seine Jugend und Schulausbildung ist nichts überliefert. Zu einem unbekannten Zeitpunkt kam er nach Chicago, wo er im Zeitungsgeschäft arbeitete. Viele Jahre lang gab er die Zeitung Chicago Evening Journal heraus. Politisch schloss er sich der Republikanischen Partei an.
Im Jahr 1876 wurde Shuman an der Seite von Shelby Moore Cullom zum Vizegouverneur von Illinois gewählt. Dieses Amt bekleidete er zwischen dem 8. Januar 1877 und dem 10. Januar 1881. Dabei war er Stellvertreter des Gouverneurs. Er starb im Jahr 1890.